# Der Womanizer – Die Nacht der Ex-Freundinnen
Der Womanizer – Die Nacht der Ex-Freundinnen (Originaltitel: Ghosts of Girlfriends Past) ist eine Filmkomödie aus dem Jahr 2009 von Regisseur Mark Waters mit Matthew McConaughey und Jennifer Garner in den Hauptrollen.

## Handlung
Connor Mead ist ein bekannter Starfotograf und berüchtigt für seine zahlreichen und kurzen Affären. Seine egoistische und emotionslose Umgangsweise mit Frauen führt beispielsweise dazu, dass er gleichzeitig mit drei Frauen per Konferenzschaltung schlussmacht, während er gerade mit einer neuen Affäre beschäftigt ist. Als am nächsten Tag die Hochzeit seines jüngeren Bruders Paul mit dessen zukünftiger Frau Sandra ansteht, kommt er gerade noch rechtzeitig zur Generalprobe der Hochzeit auf das Anwesen seines verstorbenen Onkels Wayne.
Nachdem sich Connor beim Probeessen abfällig über die Hochzeit geäußert hat, geht er auf die Toilette und trifft dort seinen verstorbenen Onkel Wayne. Dieser will ihn davor warnen, nicht denselben Fehler wie er selbst zu begehen und sein Leben zu verschwenden. Er erklärt ihm auch, dass ihm an diesem Abend noch drei Geister begegnen werden, welche ihn dazu bringen werden, Dinge zu fühlen, die er schon lange nicht mehr gefühlt hat.
Nachdem Wayne verschwunden ist, hält er alles erst für eine Einbildung, doch als er auf sein Zimmer kommt, trifft er auf den Geist der vergangenen Freundinnen: Allison, mit der er das erste Mal Sex hatte. Die führt ihn in seine Kindheit zurück ins Jahr 1982, als er seine erste große Liebe Jenny traf und im Jahr darauf seine Eltern bei einem Autounfall ums Leben kamen. Danach wird ihm seine Zeit auf der Mittelschule gezeigt.
Zurück in der Gegenwart zerstört Connor versehentlich die Hochzeitstorte und trifft dann auf den Geist der aktuellen Freundinnen: Mel, seine Assistentin. Nachdem Connor ausplaudert, dass sein Bruder Paul vor Jahren mit einer der Brautjungfern geschlafen hat, ist Paul verärgert und bittet Connor zu gehen.
Connor rennt aus dem Haus und ruft nach dem Geist der zukünftigen Freundinnen. Der Geist führt ihn in die Zukunft zur Hochzeit seiner Jugendliebe Jenny, die Brad heiratet, den sie auf der geplanten Hochzeit von Paul kennengelernt hatte. Connor versucht dies zu verhindern, doch als Geist kann er nichts unternehmen. Beim Hinausgehen sieht er seinen Bruder Paul und erkennt, dass dieser nicht geheiratet hat und alleinstehend ist. Später sieht man wie der gealterte Paul die einzige Person auf der Beerdigung von Connor ist. Connor begreift, dass ihn in Zukunft niemand vermissen wird. Er will sich ändern und erwacht zurück in der Gegenwart am Hochzeitstag seines Bruders.
Dort wird gerade alles abgebaut, da die Braut die Hochzeit abgesagt hat. Diese ist gerade mitsamt den Brautjungfern und ihrem Vater davongefahren. Connor eilt hinterher und versucht zu verhindern, dass Sandra denselben Fehler begeht und vor der Liebe und dem mit ihr oftmals verbundenen Schmerz wegläuft, wie er damals bei seiner großen Liebe Jenny. Connor schafft es schließlich Sandra umzustimmen. Am Ende gesteht Connor Jenny seine Liebe und bittet sie, ihm nochmal eine Chance zu geben. Beide tanzen zu dem gleichen Lied (REO Speedwagon „Keep on loving you“), zu dem Jenny einst auf dem Schulfest mit einem fremden Jungen tanzte, was Connor damals so sehr verletzte, dass er keine Gefühle mehr zuließ und den Wandel zu einem herzlosen Frauenheld vollzog.

## Hintergrund
- Die Handlung ist angelehnt an die erstmals 1843 veröffentlichte Weihnachtsgeschichte (A Christmas Carol) von Charles Dickens. Dies wird auch im englischen Originaltitel Ghosts of Girlfriends Past deutlich gemacht, der Bezug auf den ersten Geist in Dickens’ Erzählung nimmt (Ghost of Christmas Past, in der deutschen Version: Geist der vergangenen Weihnacht).[1]
- Sängerin Kalia wird im Film von Christina Milian gespielt. Ihr Name wird nicht im Abspann erwähnt.
- Der Film spielte in den Kinos weltweit rund 102 Millionen US-Dollar ein, davon rund 55 Millionen US-Dollar in den USA und 6,9 Millionen US-Dollar in Deutschland.[2]
- Kinostart in den USA war am 1. Mai 2009, in Deutschland am 28. Mai 2009.

## Kritiken
„Mark Waters […] erzählt das als nette kleine Geschichte, ohne große Ambitionen vielleicht, widersteht aber der Versuchung, in typisch amerikanische Prüderie zu verfallen. Ein Vehikel für seinen Star Matthew McConaughey, der seine Zähne eindeutig einmal zu oft hat bleichen lassen und dennoch einen ganz besonderen Charme entwickelt: Der hohle Hollywood-Beau, das ist er ja selbst; und man sieht hier, dass er weiß, es ist an der Zeit, sich noch einmal neu zu erfinden.“

„Die Doppelreihe schöner Frauen, die sich in einer Szene im Hintergrund endlos fortzusetzen scheint, steht darum stellvertretend für den gesamten Film: eine reine Männerfantasie.“

„Wie es aussieht, musste nun auch das Antlitz des jungen Vaters und zeitweilig als Frauenschwarm gehandelten Matthew McConaughey einige Korrekturen über sich ergehen lassen. Anders lassen sich die prallen kleinkindhaften Apfelbäckchen in dem leicht faltigen und nicht zuletzt wohl dadurch mimisch sonderbar uneindeutigen Gesicht kaum erklären. […] Zunehmend missmutig verfolgen wir die unmotivierte Läuterung des Helden, die zu keinem Zeitpunkt in die Nähe von Wahrhaftigkeit oder Glaubwürdigkeit gerät. Wie man die wundervolle Vorlage von Dickens mit dem nötigen Respekt zitieren kann, hätten sich die Macher leicht bei einer anderen, deutlich gelungeneren Kino-Version des Stoffes abschauen können: der ‚Muppets Weihnachtsgeschichte‘. Besser noch wäre ‚The Womanizer‘ gleich ganz mit den Muppet-Puppen besetzt worden.“

„Na ja, was folgt, ist ebenso vorhersehbar wie lahm. Es geht auf einen Ghost-Trip in Richtung Vergangenheit, Gegenwart und Zukunft, um Connors Bindungsunfähigkeit zu demonstrieren. Aha. Aber: Was soll daran interessant sein, lange Zeit einem ausgesprochen unsympathischen Frauenhelden bei seiner Arbeit zuzusehen? Antwort: Es ist halt weder interessant noch irgendwo ulkig, pointiert oder sonst wie unterhaltsam. Es ist nur doof. […] Die deutsche Titel-Pointe ‚Der Womanizer‘ ist und bleibt denn auch die einzig ulkige hier.“

„Charles Dickens’ Weihnachtsgeschichte wurde schon so oft verfilmt, dass ein weiteres Mal auch keinen großen Schaden mehr anrichten kann. Wobei sich in dieser routinierten Matthew McConaughey-Komödie einige schöne Gags und dazu ein glänzender Besetzungseinfall finden. Als erster Besucher aus dem Jenseits zieht Michael Douglas alle Register eines in die Jahre gekommenen Lebemanns und erscheint dabei so vergnügt, dass er die Geister der Sentimentalität mit leichter Hand vertreibt.“

„Oberflächliche und vorhersehbare Fantasy-Komödie frei nach Charles Dickens ‚Weihnachtsgeschichte‘. Anstatt die Wehmut über verpasste Lebenschancen zu vermitteln, verliert sich der Film in seichten Gags, deren Ideenlosigkeit nur selten durch originelle visuelle Einfälle oder ironische Brechungen aufgefangen wird.“